# James Andrew Byrnes
James Andrew Byrnes, né le 22 mai 1983 à Toronto, est un rameur canadien.
Il obtient la médaille d'or olympique en 2008 à Pékin en huit et la médaille d'argent en 2012 à Londres.